# Rajania tenella
Rajania tenella är en enhjärtbladig växtart som beskrevs av Richard Alden Howard. Rajania tenella ingår i släktet Rajania och familjen Dioscoreaceae.
Artens utbredningsområde är Kuba. Inga underarter finns listade i Catalogue of Life.